# Wang Guilin
Pour les articles homonymes, voir Guillin.
En 2007, Wang Guillin soutient Yang Chunlin et aide à organiser une pétition sur Internet intitulée « Nous voulons les droits de l'Homme, pas des Jeux olympiques » (We want human rights, not the Olympics). Cette pétition aurait collecté plus de 10 000 signatures, provenant essentiellement de paysans du Heilongjiang, dans le nord-est de la Chine, dont les terres ont été confisquées
.
Pour avoir participé à cette campagne, plusieurs personnes sont reconnues coupables de complicité et jugées au fur et à mesure. Leur tort est d'avoir « porté atteinte à l'image de la Chine dans le monde » et d'être responsable d'un « acte de subversion vis-à-vis du pouvoir du pays ».
Wang Guilin a été le premier d'entre eux à être condamné, le 28 janvier 2008, à une peine de 18 mois de laogai.
Le principal accusé, Yang Chunlin, a été arrêté en juillet 2007. Il est condamné le 24 mars 2008 à cinq années d'emprisonnement suivies de deux années de privation de ses droits civiques.